# Mitsuaria noduli
Mitsuaria noduli es una bacteria gramnegativa del género Mitsuaria. Fue descrita en el año 2018. Su etimología hace referencia a nódulo. Es aerobia y móvil por flagelo polar. Tiene un tamaño de 0,3 μm de ancho por 1,5-2 μm de largo. Forma colonias blancas, circulares y convexas. Temperatura de crecimiento entre 4-45 °C, óptima de 25-30 °C. Catalasa positiva. Es resistente a piperaciclina y sensible a cefotaxima. Se ha aislado de nódulos de las raíces de la planta Robinia pseudoacacia. 